# Portami via (Le Vibrazioni)
Portami via è un singolo del gruppo Le Vibrazioni. Fa parte del terzo album della band milanese, Officine meccaniche, uscito nel novembre del 2006.

## Descrizione
Il brano ha una caratteristica tutta propria rispetto al resto dell'album, compare infatti il theremin usato da Francesco Sarcina in diverse parti del pezzo.

## Video musicale
Il video del brano è stato girato nel teatro romano di Ostia Antica ed è stato votato come miglior video musicale italiano nella stagione 2006-2007.
Per la prima volta compare con il resto della band Marco Trentacoste, già produttore della band e componente dei Deasonika, subentrato successivamente come chitarrista negli spettacoli live.